# Guillaume Lévrier-Champrion
Guillaume Denis Thomas de Lévrier-Champrion (ou Levrier Champ-Rion), né à Meulan le 21 décembre 1749 et mort le 10 mars 1825 à Paris, est un auteur dramatique, écrivain et auteur de chansons français.

## Biographie
Il fait ses études à Paris puis travaille dans l'intendance de la ville avant d'en être renvoyé. Il entre alors à la Bibliothèque du roi (vers 1777) comme employé du département des manuscrits, poste dont il est licencié en 1798. Le 11 février 1800, il obtient une place d'expéditionnaire à la direction générale de l'enregistrement et des domaines puis est nommé commis d'ordre le 27 octobre 1808.
Il est surtout connu pour l'opéra-bouffe Le diable couleur de rose sur une musique de Pierre Gaveaux, créé au Théâtre Molière le 23 octobre 1798 dans lequel Bosquier-Gavaudan commença sa carrière.

## Œuvres
- Geneviève de Brabant, comédie en trois actes, 1793
- Amintas, conte pastoral, imité de Salomon Gessner, 1793
- Joseph Bara, fait historique en un acte, avec André Grétry, 1794
- La Raison et le Penchant, conte, Almanach des muses, 1793
- Les Trois Cousins, comédie en un acte, 1793
- Le Diable couleur de rose, ou le Bon-homme misère, opéra-bouffe en 1 acte, 1798
- Tout à sa patrie, il entend sa voix chérie, opéra-bouffe en 1 acte, 1798
- La porte est fermée, vaudeville en un acte, avec René de Chazet, 1800
- Sigisberte, drame en quatre actes, 1800